# Prospelates
Prospelates är ett släkte av skalbaggar. Prospelates ingår i familjen vivlar.
Kladogram enligt Catalogue of Life:
| Prospelates | \| \| Prospelates vittatus \| \| \| \| |
|             | \| \| Prospelates vittatus \| \| \| \| |
|             | Prospelates vittatus                   |
|             |                                        |